# Gabriella Pape
Gabriella Pape (* 31. Mai 1963 in Hamburg) ist eine deutsche Gartenarchitektin.
Pape machte zunächst eine Ausbildung in der Baumschule Lorenz von Ehren und ging dann nach England, um horticulture und Gartenarchitektur zu studieren. Sie schloss ihr Studium am größten Botanischen Garten der Welt, Kew Gardens in London, ab und erlangte ein Diplom für Landschaftsarchitektur der University of Greenwich.
Während ihres Studiums lernte sie die Gartenhistorikerin Isabelle van Groeningen kennen, mit der sie geschäftlich und privat zusammen ist. Pape und Van Groeningen gewannen im Jahr 2000 eine Goldmedaille und den Titel Best in Show der Royal Horticultural Society für ihren Schaugarten auf der Hampton Court Palace Flower Show. Auf der Chelsea Flower Show, der inoffiziellen Weltmeisterschaft für Gartenbaukunst, gewann sie 2007 als bisher einzige Deutsche die Silver-Gilt-Medaille für ihren Schaugartenentwurf eines Senkgartens.
Seit 2008 leitet sie mit Isabelle van Groeningen die private Firma Königliche Gartenakademie in der Altensteinstraße in Berlin-Dahlem und tritt auch in den Medien – unter anderem dem RBB – als Gartenexpertin auf. Die Gewächshäuser der Gartenakademie entstanden 1902/1903 für die preußische Königliche Gärtnerlehranstalt, als diese vom Gründungsstandort am Wildpark bei Potsdam nach Dahlem auf ein Gelände gegenüber dem neuen Botanischen Garten umzog. Dieser war zuvor vom Standort an der Potsdamer Straße, an der Stelle des heutigen Heinrich-von-Kleist-Parks, nach Dahlem verlegt worden.

## Schriften
- Schritt für Schritt zum Traumgarten. Eine Anleitung für die Zusammenarbeit mit dem Gartengestalter. Callwey, München 2008, ISBN 978-3-7667-1775-7.
- Gartenverführung. Traumhaft schöne Gärten und ihre Umsetzung. Callwey, München 2009, ISBN 978-3-7667-1789-4.
- Meine Philosophie lebendiger Gärten. Irisiana, München 2010, ISBN 978-3-424-15033-9.
- Gabriella Pape beantwortet die wichtigsten Gartenfragen. Alles, was Sie schon immer übers Gärtnern wissen wollten. Callwey, München 2012, ISBN 978-3-7667-1953-9. (Sammlung von Beiträgen aus Welt am Sonntag und Berliner Morgenpost).
- Warum blüht mein Flieder nicht? Gabriella Pape beantwortet die wichtigsten Fragen im Gartenjahr. Callwey, München 2015, ISBN 978-3-7667-2135-8.
- mit Isabelle van Groeningen: Praxisbuch Gartengestaltung. Dorling Kindersley, München 2015, ISBN 978-3-8310-2782-8.